# Palača Drašković u Varaždinu
Palača Drašković monumentalna je jednokatna uglovnica smještena na istočnoj strani glavnog trga i sjevernoj strani Pavlinske ulice u Varaždinu. Njena četiri jednokatna krila zatvaraju unutarnje dvorište na koje se nadovezuje produženo krilo u istočnom pravcu, duž Pavlinske ulice, koje s njom čini zaokruženu cjelinu. Podignuta je u razdoblju od 1749. do 1776. godine, a puni značaj dobiva u periodu od 1756. do 1776. godine, kada je u njoj bilo sjedište bana Franje Nadasdya. Na njenom se glavnom pročelju ističe kasnobarokni portal s pozlaćenim grbom obitelji Drašković. Nakon što je izgubila svoju reprezentativnu stambenu funkciju vezanu uz obitelj plemenitaša, palača je pretrpjela znatne adaptacije u unutrašnjosti i na vanjštini.

## Zaštita
Pod oznakom Z-2614 zavedeno je kao nepokretno kulturno dobro - pojedinačno, pravna statusa zaštićena kulturnog dobra, klasificirano kao "stambena građevina".